# Церковь Покрова Пресвятой Богородицы (Кезьмино)
Церковь Покрова Пресвятой Богородицы — бывшая приходская церковь в селе Кезьмино Сурского района Ульяновской области, Симбирской епархии Симбирской митрополии Русской православной церкви. С 2013 года — памятник градостроительства и архитектуры РФ.

## История
В 1693 году братьями Матвеем и Василием Кезьмиными, основателями села, была построена первая деревянная церковь во имя Покрова Богородицы. После постройки храма село стало назваться «село Покровское, Кезьмино тож».
В конце XVIII века эти земли приобрёл поручик Иван Степанович Кротков.
В 1801 году вместо сгоревшего старого храма на её месте была построена просторная часовня. В 1827 году вместо обветшавшей часовни была возведена новая каменная Покровская церковь со вторым приделом во имя Святой великомученицы Варвары.
В 1876 году село было куплено купцом Василием Крыловым. После пожара 1883 года, уничтожившего почти всё село, на средства В. П. Крылова и крестьян в 1885 году храм был восстановлен, но уже без второго придела. Позднее церковь была значительно расширена и к ней была пристроена колокольня. Появилось и два новых предела: во имя Василия Великого и Марии Магдалины. Приписной храм был в сельце Ружеевщино, деревянный, построен в 1884 году; престол в нём в честь Нерукотворного образа Христа Спасителя. Причт состоял из священника, диакона и псаломщика. В 1896 году при церкви была открыта народная библиотека. Кроме этого при храме был организован чуть ли не лучший в губернии хор певчих, одетых в нарядные кафтаны.
При советской власти храм был разграблен и разрушен, разломан и фамильный склеп Крыловых, а его надгробный памятник выброшен в канаву у пруда. Из богатого наследия Крылова осталась только его усадьба, в ней теперь находится школа.
Постановлением Правительства Ульяновской области «О включении выявленных объектов культурного наследия в единый государственный реестр объектов культурного наследия (памятников истории и культуры) народов Российской Федерации» № 386-П от 26.08.2013 года церковь признана памятником градостроительства и архитектуры.

## Галерея

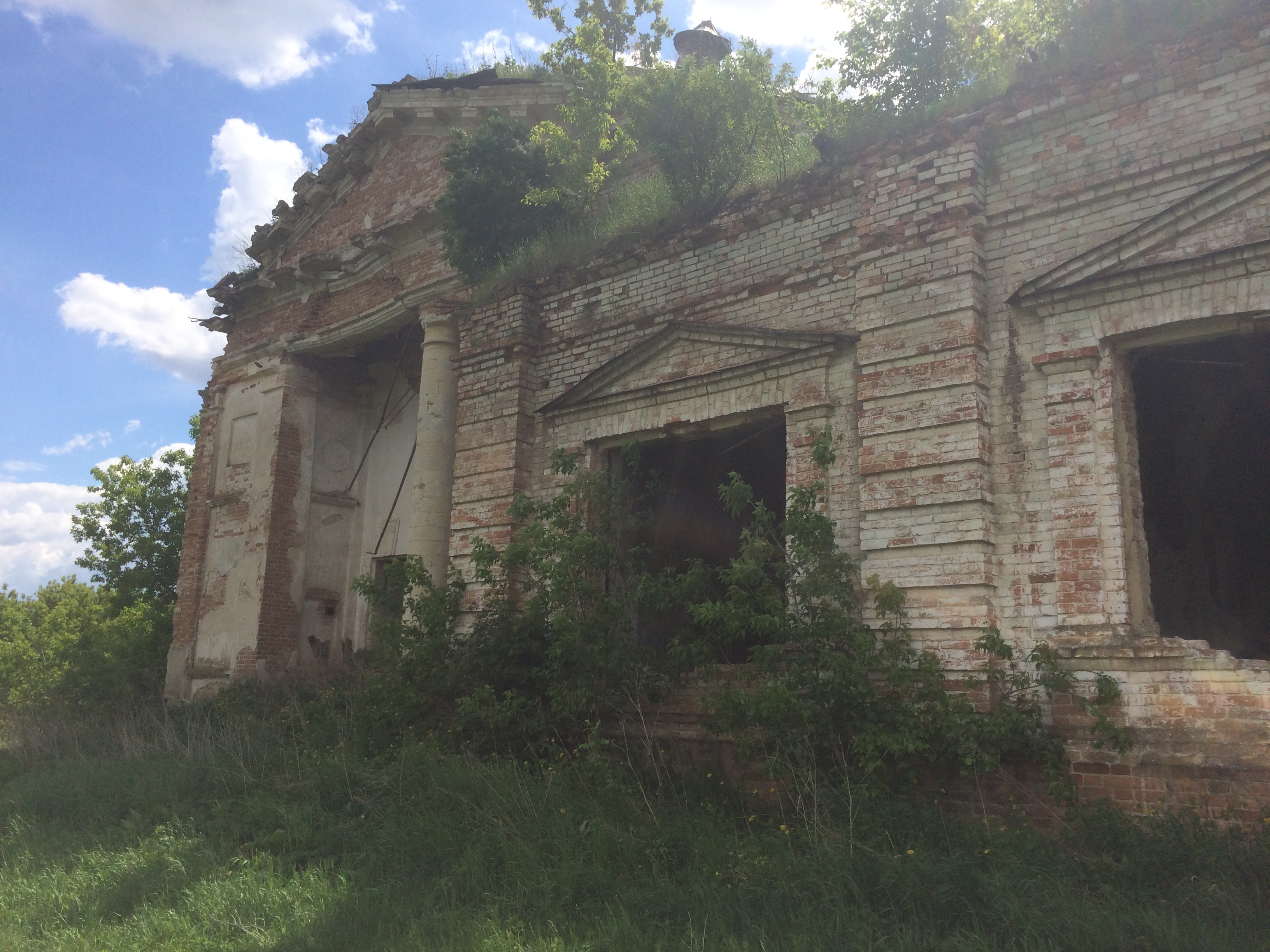
Церковь Покрова Богородицы.
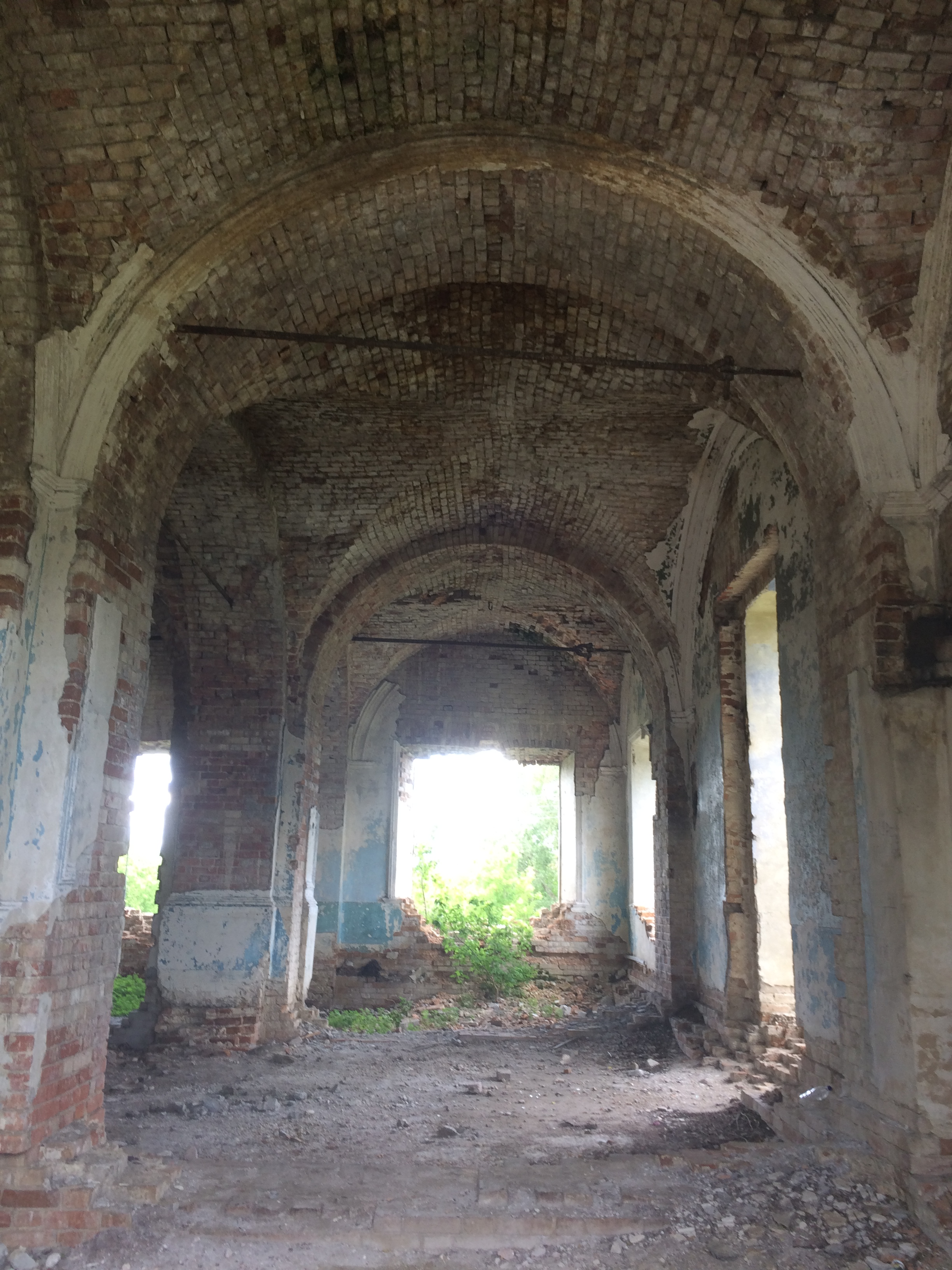
Кезьмино, внутри церкви.
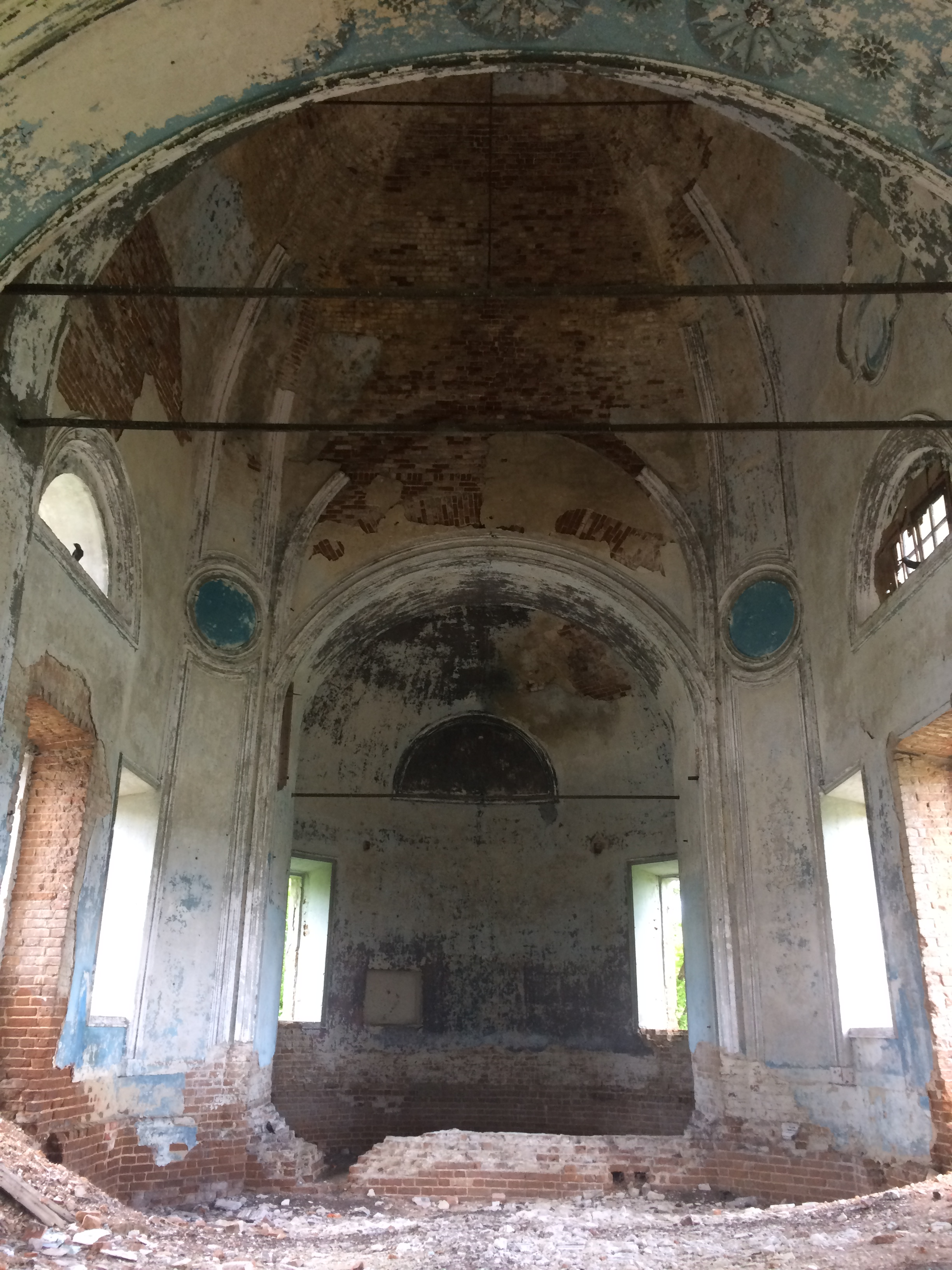
Кезьмино интерьер церкви.
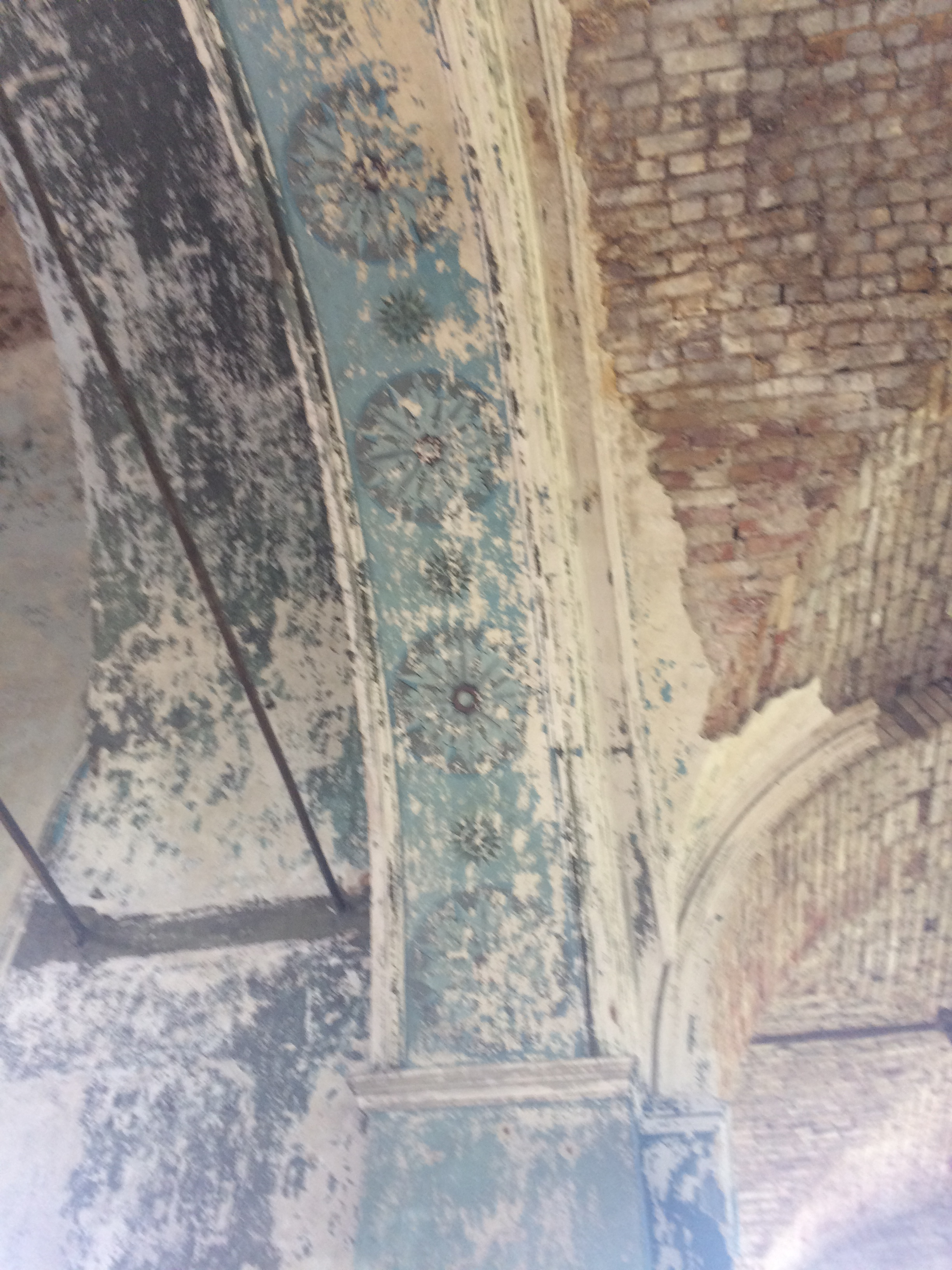
Церковь Покрова Богородицы интерьер.